# David Alexander Dyker
David Alexander Dyker (* 6. September 1944 in Aberdeen, Schottland; † 9. Juni 2018) war ein schottischer Wirtschaftswissenschaftler, Historiker und Hochschullehrer.

## Ausbildung
Dyker studierte an der University of Glasgow, wo er seinen Master auf dem Gebiet der Wirtschaftswissenschaften und der Modernen Geschichte machte. 1967 erwarb er ein Diplom auf dem Gebiet Studien zur Sowjetunion vom Institute of Soviet and East European Studies der Universität Glasgow.

## Beruf
Dyker promovierte an der University of Sussex über die regionale Politik der Sowjetunion in Taschkent und Usbekistan. Von 1968 bis 2005 war Dyker zunächst Dozent, dann Professor an der Universität Sussex. Dort gehörte er zu den Gründern der Fakultät für Wirtschaftswissenschaften und der Schule für European Studies.

## Ämter und Beratertätigkeit
Von 1976 bis 1978 arbeitete Dyker bei der Wirtschaftskommission für Europa in Genf, wo er am jährlichen Economic Survey of Europe mitwirkte. In den 1980er Jahren war er Gastwissenschaftler am  Bundesinstitut für Oststudien in Köln und an der Serbischen Akademie der Wissenschaften und Künste.
Mehrere Jahre war Dyker Berater der Ernährungs- und Landwirtschaftsorganisation der Vereinten Nationen. Außerdem arbeitete er als Berater für Ernst & Young Rumänien, für das House of Commons, für das Department for International Development, für die Asiatische Entwicklungsbank, für die Europäische Kommission und für die Organisation für wirtschaftliche Zusammenarbeit und Entwicklung.
Dyker schrieb Beiträge für die Economist Intelligence Unit über Russland und Serbien. Er arbeitete lange Zeit mit der Universität Warschau, mit dem Council for Advancement and Support of Education (CASE) und mit der Ritsumeikan-Universität in Kyōto zusammen.

## Forschungsinteressen
Dyker sprach Russisch, Serbokroatisch, Französisch und Deutsch. Er forschte über die wirtschaftlichen Verhältnisse der Sowjetunion, Russlands, Serbiens und der anderen osteuropäischen Staaten. Dabei nahm er einen empirisch begründeten Standpunkt ein. Bei seinen Analysen bezog er die Geschichte und die Politik der Länder ein.

## Privatleben
Dyker war verheiratet und hatte drei Kinder. Seine Hobbys waren Gartenarbeit und Forstwirtschaft in seinem eigenen Wald in West Sussex. Außerdem liebte er den Jazz, den er auch aktiv praktizierte. Zusammen mit Kollegen spielte er bei den Sussex Trugs. Mit seinem Sohn Gabriel, der Berufsmusiker ist, nahm er verschiedene Musikstücke auf.

## Bücher (Auswahl)
- Yugoslavia and After: A Study in Fragmentation, Despair and Rebirth zusammen mit Ivan Vejvoda, Routledge, 2017, ISBN 978-1138162501
- Restructuring the Soviet Economy, Taylor & Francis Ltd, 2017, ISBN 978-1138436053
- World Scientific Reference on Globalisation in Eurasia and the Pacific Rim, Volume 1: Foreign Investment, zusammen mit anderen, World Scientific Publishing Co Pte Ltd, 2015, ISBN 978-9814447829
- The Future of the Soviet Economic Planning System, ROUTLEDGE, 2013, ISBN 978-0415842211
- Yugoslavia: Socialism, Development and Debt, Taylor & Francis Ltd, 2011
- Closing The Eu East-West Productivity Gap: Foreign Direct Investment, Competitiveness And Public Policy, Imperial College Press, 2006, ISBN 978-1860946295
- Catching Up And Falling Behind: Post-communist Transformation in Historical Perspektive, Imperial College Press, 2004, ISBN 978-1860944345
- The Process of Investment in the Soviet Union, Cambridge University Press, 1983, ISBN 978-0521248310
- Soviet Economy, HarperCollins Distribution Services, 1976, ISBN 978-0258969502